# Sportcentrum Olympos

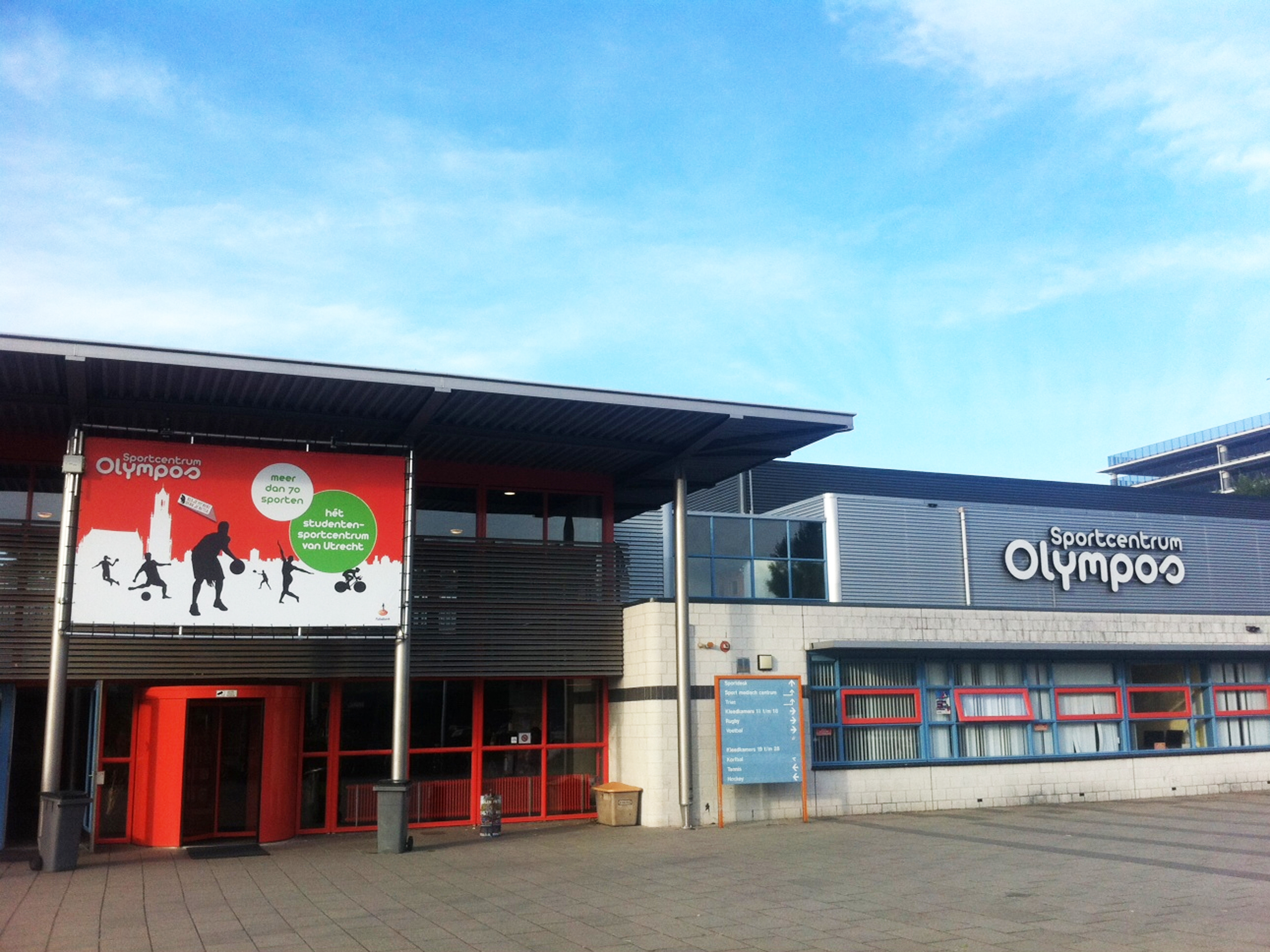
Sportcentrum Olympos Utrecht

Sportcentrum Olympos is het studentensportcentrum van de Universiteit Utrecht en de Hogeschool Utrecht.
Het complex, met binnen drie sporthallen, vier squashbanen, één fitnessruimte, twee danszalen, één multi-functionele zaal, één spinningzaal en een sportcafé, bevindt zich aan de Uppsalalaan in De Uithof.
Buiten liggen drie natuurgrasvelden (één veld voor rugby en voetbal, één rugby-trainingsveld en één veld voor voetbal en hockey), drie kunstgrasvelden (één voetbalveld, één semi-waterveld voor hockey, en één zandingestrooid veld voor hockey en korfbal), één beachvolleybalveld, negen all-weather tennisbanen, één survivalrunbaan, en vier klimwanden (klimmuur 'Kalymnos').
Er zijn ruim dertig studentensportverenigingen verbonden aan Sportcentrum Olympos, waarvan er ongeveer twintig het sportcentrum als hun thuisbasis hebben.